# 魯班科沃湖
55°57′16″N 29°34′46″E / 55.95444°N 29.57944°E
魯班科沃湖（俄语：Рубанково），是俄羅斯的湖泊，位於該國西北部，由普斯科夫州負責管轄，處於涅韋利斯基區，面積1平方公里，集水區面積9.6平方公里，平均水深2.9米，最大水深4.5米。